# Lieferengpass

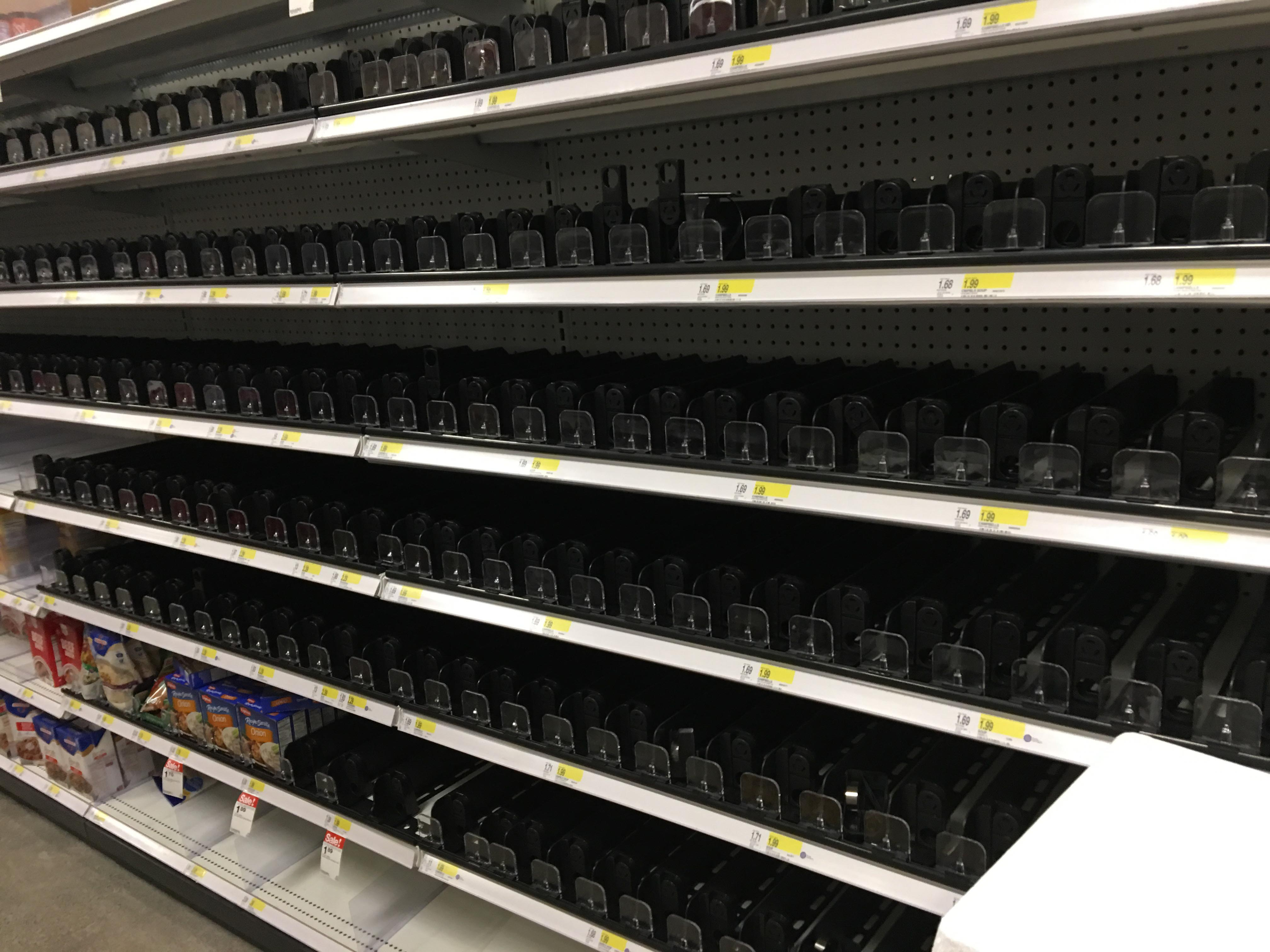
Regallücken wegen Hurrikan Lane (August 2018)

Ein Lieferengpass (englisch supply bottleneck) ist in der Wirtschaft eine Unterbrechung der Lieferfähigkeit und Lieferbereitschaft oder eine plötzlich deutlich vermehrte Nachfrage, die nicht angemessen befriedigt werden kann.

## Allgemeines
Lieferengpässe gehören zu den Verfügbarkeitslücken. Lieferengpässe können konkret eine Angebotslücke darstellen, aber auch auf einen Nachfrageüberhang zurückzuführen sein und alle denkbaren Produkte betreffen. Derartige Engpässe sind von besonderer Bedeutung, wenn keine Substitutionsgüter als Alternative vorhanden sind oder wenn durch den Engpass lebensbedrohliche oder schwerwiegende Erkrankungen oder Mangelerkrankungen entstehen oder bereits vorhandene verschlechtert werden. Lieferengpässe werden mitunter durch Regallücken sichtbar.

## Ursachen
Angebotslücken können durch Produktionsengpässe entstehen (Fehlproduktion, Produktionsausfall, Streik, technisches Versagen oder Verknappung der Vorleistungsgüter oder Zwischenprodukte), wenn Einfuhrkontingente oder Einfuhrbewilligungen nicht erteilt werden oder wenn höhere Verkaufspreise im Ausland den Export günstiger machen.
Ein plötzlicher Nachfrageüberhang kann sich vor allem entwickeln, wenn die Konkurrenz auf der Anbieterseite sehr klein ist und für die Nachfrager noch keine Marktsättigung erreicht ist. Hauptursache ist oft die Unter- oder Überbeschäftigung bei Anbietern. Der Nachfrageüberhang tritt unterhalb des Gleichgewichtspreises auf. Er führt tendenziell zu steigenden Preisen, es besteht eine inflatorische Wirkung. Besonders bei Naturkatastrophen kann es zu plötzlichen Hamsterkäufen kommen, denen der Handel nicht sofort durch Angebotserhöhung begegnen kann. Auch Pandemien wie die COVID-19-Pandemie können zu Lieferengpässen führen. So meldeten im Februar 2020 Apple und Nintendo, dass es wegen knapper chinesischer Bauteile bei bestimmten Produkten zu Lieferengpässen gekommen sei.

## Agrarmarkt
Der Agrarmarkt besitzt eine geringe Angebotselastizität oder sogar eine inverse Angebotselastizität, bei der eine bewusst marktwidrige Reaktion auf Preisbewegungen erfolgt. Das unelastische Angebot ist einerseits auf nicht beeinflussbare Witterung (Missernten) und andererseits auf den langen Zeitraum zwischen der Investitionsentscheidung und der Verfügbarkeit von Agrarprodukten sowie oft lange Reifezeiten zurückzuführen. Ein Kaffeestrauch beispielsweise bringt frühestens fünf Jahre nach der Pflanzung die ersten Erträge, das Maximum ist erst nach zehn bis zwölf Jahren zu erwarten.
Zu einer typischen Angebotslücke kommt es auf dem Agrarmarkt, wenn Agrarprodukte wegen Dürre oder sonstigen Naturkatastrophen durch Missernten nicht in der üblichen Menge und/oder Produktqualität geliefert werden können. Die Folge sind meist exorbitante Steigerungen der Agrarpreise, wenn wiederum Substitutionsmöglichkeiten fehlen und kurzfristige Importe wegen vorhandenem Agrarprotektionismus nicht möglich sind. Diese Angebotslücken können sich zu einer Versorgungskrise ausweiten.

## Energiemarkt
Charakteristische Merkmale auf dem Energiemarkt sind auf der Angebotsseite die Leitungsgebundenheit im Vertrieb, die mangelnde Speicherfähigkeit und die hohe Kapitalintensität. Das Angebot auf dem Energiemarkt ist durch die sehr begrenzt mögliche Speicherfähigkeit gekennzeichnet, so dass Lieferengpässe schnell auftreten können. Die Speicherfähigkeit beschränkt sich auf strategische Ölreserven und Gasreserven. Elektrische Energie ist nur beschränkt speicherfähig und muss zum Zeitpunkt der Erzeugung auch verbraucht werden. Witterungsbedingte Störungen im Erzeugungsbereich (etwa Windstille bei der Windenergie) oder an Versorgungsleitungen (etwa Zusammenbruch der Hochspannungsleitungen bei Sturm oder Schnee) führen meist zu sofortigen Lieferengpässen.
Die deutsche Importabhängigkeit von Erdgas aus Russland führte im Januar 2009 zu einer Versorgungskrise, weil es wegen des Streits zwischen Russland und der Ukraine zu enormen Lieferengpässen bei Erdgas kam. Höhere Gasreserven können den Versorgungsnotstand lindern.
Lieferengpässe spielen insbesondere bei Gütern eine große Rolle, bei denen es wie bei Agrarprodukten oder Energie auf eine hohe Versorgungssicherheit ankommt. Deshalb hat sich die Thematik der Lieferengpässe seit 2009 auch auf Lieferengpässe bei Arzneimitteln fokussiert.

## Pharmamarkt
Im Zuge der Globalisierung werden praktisch alle Trivialarzneimittel und viele moderne Arznei-Produkte ausschließlich in Schwellenländern wie Indien und China hergestellt; als Folge kommt es immer wieder zu Lieferengpässen (englisch drug shortage). Als Ursachen werden Produktionsausfälle (meist im Ausland), mangelnde Produktqualität, aber auch preispolitische Präferenzen wie Arzneimittel-Rabattverträge mit gesetzlichen Krankenversicherungen genannt. Aus letzterem resultieren pharmaspezifische Ursachen wie „Marktrückzug“ und „Marktrücknahme“, bei denen es keine Preisverhandlungen mehr mit den Krankenkassen gibt, das Medikament seine Pharmazentralnummer (PZN) verliert, nach drei Monaten automatisch als zurückgezogen gelöscht wird und in Deutschland nicht mehr verfügbar ist. Rund 90 % der Lieferengpässe in der Onkologie sind durch Qualitätsmängel in der Produktion bedingt. Die Folge von Lieferengpässen ist stets eine Verschlechterung der Arzneimitteltherapiesicherheit. Sie beeinflussen sowohl die Patientensicherheit als auch den individuellen Therapieerfolg.
Das Bundesinstitut für Arzneimittel und Medizinprodukte (BfArM) definiert den Lieferengpass als eine über voraussichtlich zwei Wochen hinausgehende Unterbrechung einer Lieferung im üblichen Umfang oder eine deutlich vermehrte Nachfrage, der nicht angemessen nachgekommen werden kann. Typische nachfragebedingte Lieferengpässe gibt es bei Grippewellen oder bei Epidemien/Pandemien, wenn zu wenige Impfstoffe bereitgehalten werden und das Angebot kurzfristig unelastisch ist.
Lieferengpässe bei Arzneimitteln sind besonders problematisch, weil sie vor allem bei chronischen Erkrankungen versorgungsrelevant sind. Das BfArM bietet eine Übersicht zu aktuellen Lieferengpässen für Humanarzneimittel (ohne Impfstoffe) in Deutschland an. Die Meldungen erfolgen durch die pharmazeutischen Unternehmer und basieren auf der im Pharmadialog erklärten Selbstverpflichtung zur Meldung von Lieferengpässen für versorgungsrelevante Arzneimittel. Seit Juni 2009 gibt es Einträge in der Liste über Liefer- und Versorgungsengpässe. Dem Ärzteblatt zufolge nahmen die Lieferengpässe bei Arzneimitteln stetig zu. Im Jahre 2015 gab es 40 Meldungen, 2016 wurden 81 Fälle gemeldet, 2017 stieg die Zahl auf 108 an, sie verdoppelte sich 2018 auf 268 Meldungen; bis Oktober 2019 wurden bereits 216 Fälle registriert.
In der Folge der Ausbreitung des Coronavirus und damit verbundenen Zwangsferien, Quarantänen und Unterbrechungen von Lieferwegen werden Engpässe im deutschen Arzneimittelmarkt befürchtet. Grund ist die massive Abhängigkeit Deutschlands von Wirkstoffproduzenten in Asien – ein Großteil davon sitzt in China, manche davon auch in der besonders betroffenen Provinz Hubei.

## Lieferengpässe in der DDR
In der DDR wie auch in anderen sozialistischen Staaten gehörten Lieferengpässe zum Alltag. Hauptursache war die mangelnde Transparenz über den tatsächlichen Bedarf an Investitions- und Konsumgütern in der Planwirtschaft sowie der permanente Devisenmangel, an dem Importe scheiterten. „Über Lieferengpässe, Kostenüberschreitungen, Qualitätsmängel und zunehmende Lücken im Sortiment wird häufig geklagt,…“. „Versorgungsschwierigkeiten und Lieferengpässe, die den Lebensstandard der Bevölkerung beeinflussten und zu Stockungen in der ostdeutschen Wirtschaft führten, waren an der Tagesordnung“. Zur Kaschierung von Lieferengpässen wurden vielfältige Ersatzlebensmittel angeboten: Eine Schweinebacke (Fettbacke) war ein Substitut anstelle eines Koteletts, die Club-Cola kam ab April 1967 für die in der DDR nicht lizenzierte Coca-Cola auf den Markt. Die im Dezember 1962 gegründeten Intershops boten für West-Devisen Westprodukte an, wodurch Lieferengpässe gemildert werden konnten.

## Wirtschaftliche Aspekte
Lieferengpässe können allgemein tendenziell eher dort auftreten, wo der Selbstversorgungsgrad gering ist oder es an Redundanzen fehlt. Ist bei einem Staat die Importabhängigkeit von einem Produkt besonders hoch oder gibt es bei einem Unternehmen nur einen Lieferanten oder Zulieferer für bestimmte Vorleistungsgüter, so können diese Monostrukturen zu Produktionsausfällen oder Angebotslücken insbesondere bei der Just-in-time-Produktion beitragen. So hat beispielsweise bei Volkswagen der Lieferstopp durch zwei Automobilzulieferer im August 2016 die Schwachstelle offengelegt, dass auch eine zu große Abhängigkeit in der Beschaffung von Fahrzeugteilen bei Just-in-time-Produktion zu sofortigen Produktionsausfällen führen kann.
Ein hoher Sicherheitsbestand bei der Lagerhaltung kann angebotsbedingte Lieferengpässe minimieren. Im Energiesektor gibt es nur begrenzte Möglichkeiten der Energiespeicherung. Nachfragebedingte Lieferengpässe gibt es bei Hamsterkäufen, die die Politik durch moralische Appelle zu verhindern versuchen kann. Der Staatsinterventionismus kann durch Mindestpreise, Produktionsquoten oder Subventionen versuchen, das Angebot zu erhöhen. Der Staat muss durch verschiedene Maßnahmen zur Versorgungssicherheit bei Nahrung sorgen. So dient die zivile Notfallreserve (Notvorrat) dem teilweisen Ausgleich bei Nahrungsmittelknappheit im Krisenfall. Versorgungskrisen führen zu teilweise extrem überhöhten Preisen, die für breite Schichten der Bevölkerung nicht bezahlbar sind. Je nach Anteil im Warenkorb können diese Preise zur Inflation beitragen.
Finden Kunden Regallücken vor, so kaufen 37 % eine andere Marke (Substitutionsgut), 21 % wechseln den Laden, 17 % verschieben den Kauf, 16 % kaufen eine andere Packungsgröße und 9 % geben den Kauf auf. Hauptursachen für Regallücken sind Listungsdifferenzen (46 %), Probleme im Bestellablauf (29 %), Probleme bei der Nachfüllung (14 %), Produktions- und Lieferengpässe (6 %) und andere Ursachen (5 %).